# Port lotniczy Schwerin-Parchim
Port lotniczy Schwerin-Parchim (IATA: SZW, ICAO: EDOP) – port lotniczy położony w Parchim, w pobliżu Schwerina, w kraju związkowym Meklemburgia-Pomorze Przednie, w Niemczech.